# گردشگری در تایلند

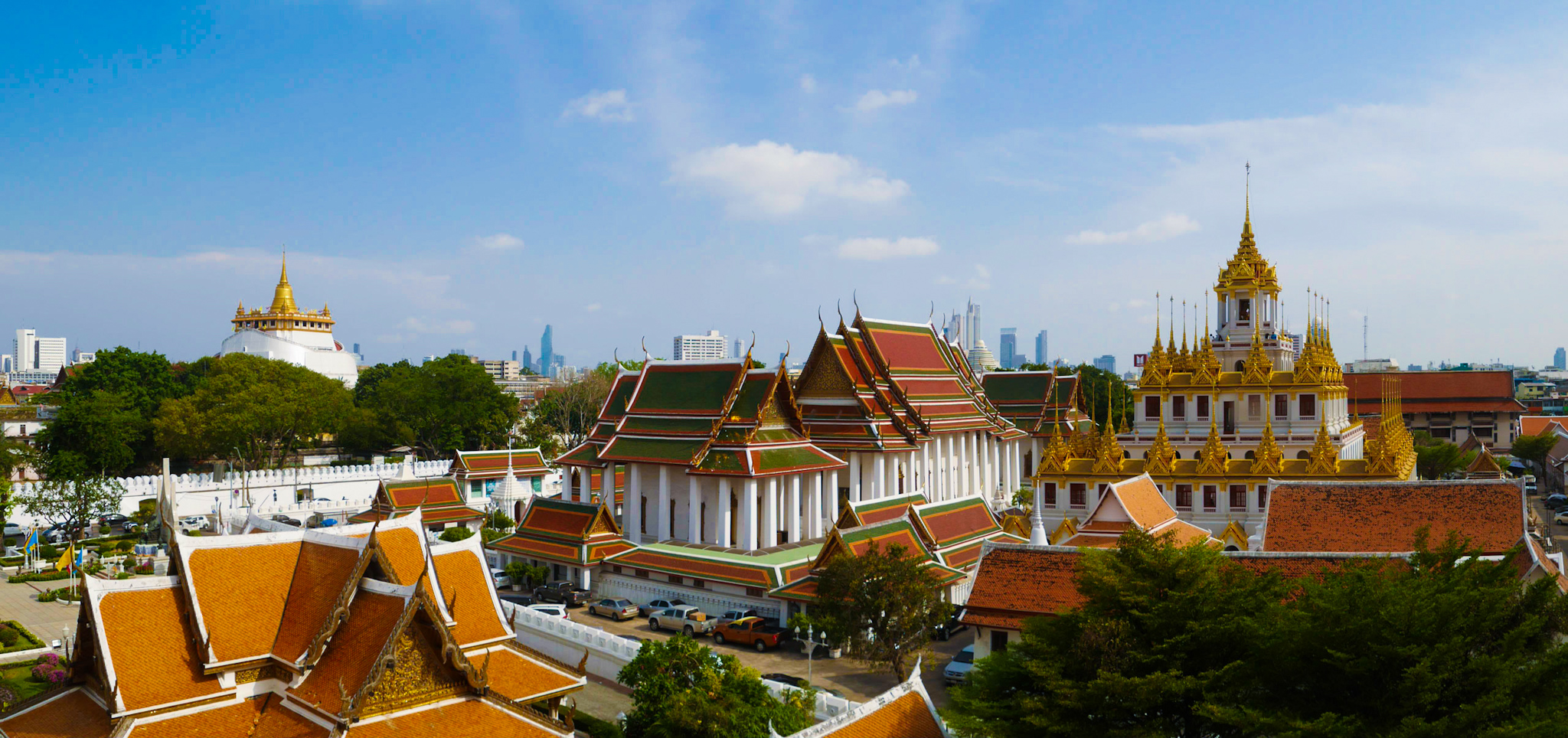
Wat Ratchanatdaram، بانکوک

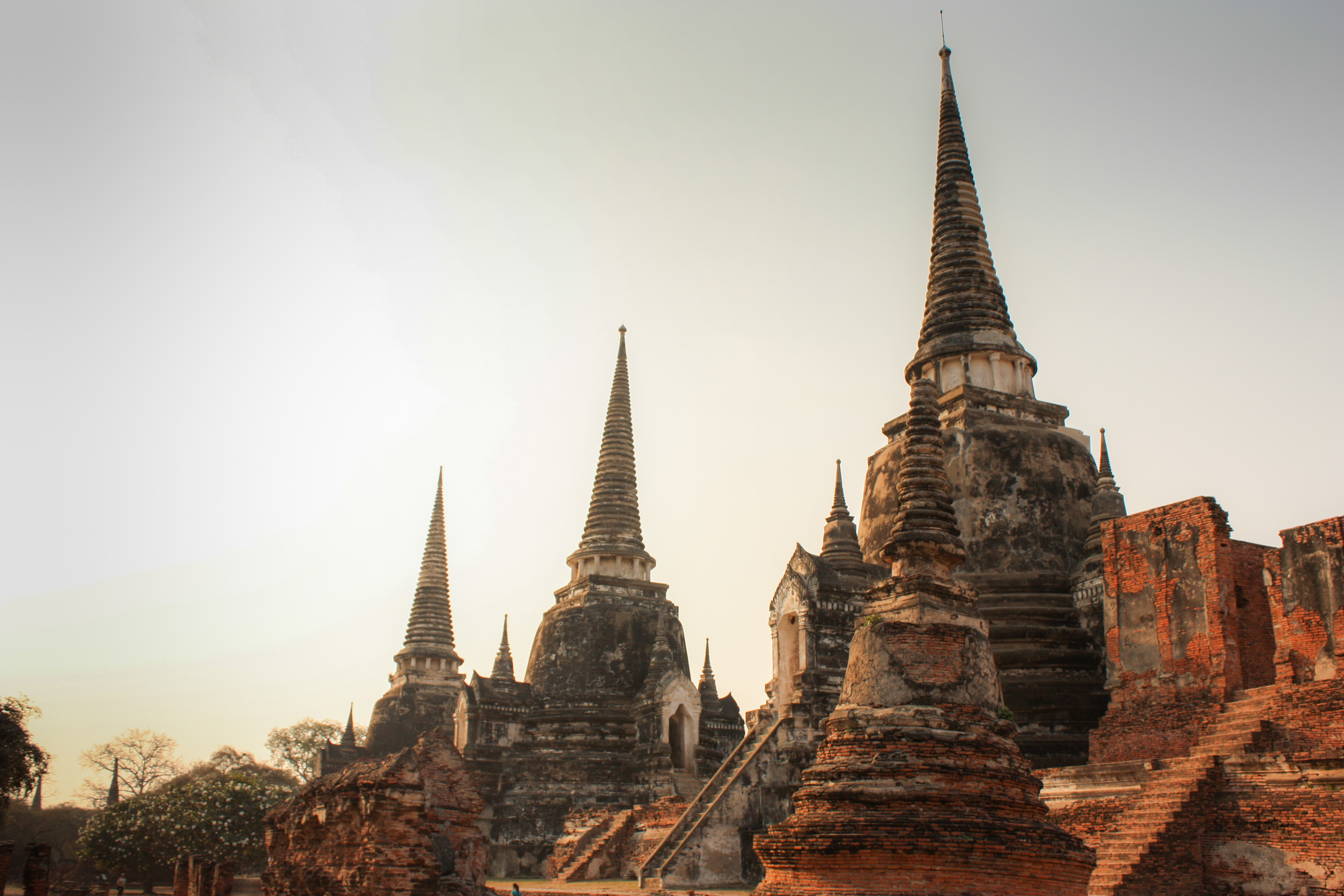
Phra Si Sanphet، آیوتایا

گردشگری کمک بزرگی برای اقتصاد پادشاهی تایلند است. برآورد درآمد گردشگری که مستقیماً به تولید ناخالص داخلی کمک می‌کند از یک تریلیون بات در سال ۲۰۱۳، ۲٫۵۳ تریلیون بات (۲۰۱۶) افزایش داشته‌است که معادل ۹٪ تا ۱۷٫۷٪ تولید ناخالص داخلی کشور است. با احتساب دریافت‌های سفر و گردشگری غیرمستقیم، کل سال ۲۰۱۴ معادل ۱۹٫۳ درصد (۲٫۳ تریلیون بات) از تولید ناخالص داخلی تایلند تخمین زده می‌شود. : 1  سهم واقعی گردشگری در تولید ناخالص داخلی کمتر از این درصد است زیرا تولید ناخالص داخلی در ارزش افزوده و نه درآمد اندازه‌گیری می‌شود. ارزش افزوده صنعت گردشگری تایلند مشخص نیست. به گفته دبیرکل دفتر شورای ملی توسعه اقتصادی و اجتماعی در سال ۲۰۱۹، دولت پیش‌بینی می‌کند که بخش گردشگری ۳۰٪ از تولید ناخالص داخلی را تا سال ۲۰۳۰ به خود اختصاص دهد، در حالی که ۲۰٪ در سال ۲۰۱۹ بود.
گردشگری در سراسر جهان در سال ۲۰۱۷، ۱۰٫۴٪ از تولید ناخالص داخلی جهانی و ۳۱۳ میلیون شغل، یا ۹٫۹٪ از کل اشتغال را به خود اختصاص داده‌است. : 1  بیشتر دولت‌ها گردشگری را یک راه پول ساز آسان و میانبر برای توسعه اقتصادی می‌دانند. موفقیت گردشگری با تعداد بازدیدکنندگان اندازه‌گیری می‌شود.
اداره گردشگری تایلند (TAT)، یک شرکت دولتی تحت وزارت گردشگری و ورزش، از شعار "تایلند شگفت انگیز" برای تبلیغ تایلند در سطح بین‌المللی استفاده می‌کند. در سال ۲۰۱۵، این کار با یک کمپین "Discover Thainess" تکمیل شد.

## بررسی اجمالی

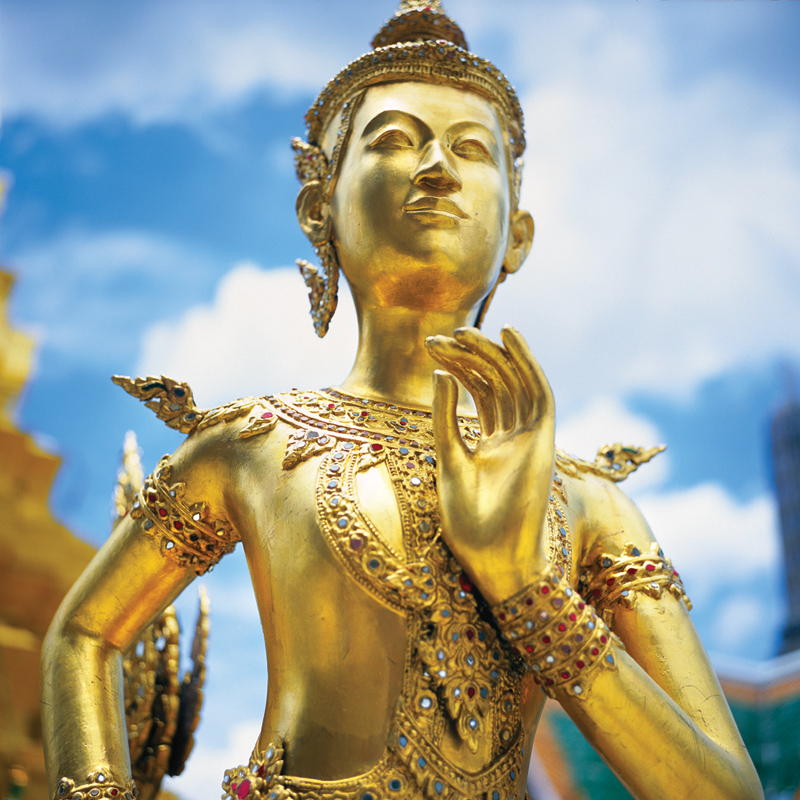
Kinnon, Wat Phra Kaew، بانکوک

از جمله دلایل افزایش گردشگری در دهه ۱۹۶۰، فضای سیاسی پایدار و توسعه بانکوک به عنوان نقطه تلاقی حمل و نقل هوایی بین‌المللی بود. صنعت هتل‌داری و صنعت خرده‌فروشی به دلیل تقاضای گردشگران به سرعت گسترش یافتند که با حضور سربازان آمریکایی که در 1960s برای استراحت و تجدید قوا وارد (R &amp; R) در طول جنگ ویتنام حضور داشتند تقویت شد. در این مدت، با افزایش استاندارد زندگی در سراسر جهان و با سریعتر و قابل اعتمادتر شدن سفرها با ورود فناوری جدید در بخش حمل و نقل هوایی، گردشگری بین‌المللی در حال تبدیل شدن به روند جدید بود.

## اقلیم
محبوبیت تایلند به عنوان یک مقصد گردشگری تا حد زیادی مدیون آب و هوای خوب آن است. در تایلند عمدتاً آب و هوای استوایی مرطوب و خشک یا ساوانا وجود دارد در حالی که جنوب و شرق دارای آب و هوای موسمی استوایی است.

## آمار

### آمار سالانه
- مرجع: آمار مربوط به دوره ۱۹۹۸–۲۰۱۶،[۱۰] ۲۰۱۷[۱۱] –۲۰۱۸.[۱۲]

| سال  | ورودها     | ٪ تغییر دادن |
| ---- | ---------- | ------------ |
| ۲۰۳۰ | ۷۹٬۳۴۹٬۶۶۸ | پیش‌بینی : 5  |
| ۲۰۱۹ | ۳۹٬۷۹۷٬۴۰۶ | ۴٫۲۴٪        |
| ۲۰۱۸ | ۳۸٬۲۷۷٬۳۰۰ | ۷٫۵۴٪        |
| ۲۰۱۷ | ۳۵٬۳۸۱٬۲۱۰ | ۸٫۵۷٪        |
| ۲۰۱۶ | ۳۲٬۵۸۸٬۳۰۳ | ۸٫۹۱٪        |
| ۲۰۱۵ | ۲۹٬۸۸۱٬۰۹۱ | ۲۰٫۴۴٪       |
| ۲۰۱۴ | ۲۴٬۸۰۹٬۶۸۳ | ۶٫۵۴٪        |
| ۲۰۱۳ | ۲۶٬۵۴۶٬۷۲۵ | ۱۸٫۷۷٪       |
| ۲۰۱۲ | ۲۲٬۳۵۳٬۹۰۳ | ۱۵٫۹۸٪       |
| ۲۰۱۱ | ۱۹٬۲۳۰٬۴۷۰ | ۲۰٫۶۷٪       |
| ۲۰۱۰ | ۱۵٬۹۳۶٬۴۰۰ | ۱۲٫۶۳٪       |
| ۲۰۰۹ | ۱۴٬۱۴۹٬۸۴۱ | ۲٫۹۸٪        |
| ۲۰۰۸ | ۱۴٬۵۸۴٬۲۲۰ | ۰٫۸۳٪        |
| ۲۰۰۷ | ۱۴٬۴۶۴٬۲۲۸ | ۴٫۶۵٪        |
| ۲۰۰۶ | ۱۳٬۸۲۱٬۸۰۲ | ۲۰٫۰۱٪       |
| ۲۰۰۵ | ۱۱٬۵۱۶٬۹۳۶ | n / a        |

در توجیهات خود برای ساخت نیروگاه جدید با زغال سنگ در استان کرابی (۲۰۱۵)، سازمان تولید برق تایلند (EGAT) فرض می‌کند که تا سال ۲۰۳۲ تایلند بیش از ۱۰۰ میلیون گردشگر در سال را پذیرا خواهد شد، ۴۰٪ آنها از پوکت و مناطق همسایه مانند کرابی. به‌طور متوسط، مصرف برق یک گردشگر چهار برابر بیشتر از یک ساکن محلی است.

### ۲۵ کشور برتر
- مرجع: آمار مربوط به دوره ۱۹۹۸–۲۰۱۶،[۱۰] ۲۰۱۷[۱۱] –۲۰۱۸.[۱۲]

| رتبه | کشور                | ۲۰۱۹       | ۲۰۱۸       | ۲۰۱۷      | ۲۰۱۶      | ۲۰۱۵      | ۲۰۱۴      | ۲۰۱۳      | ۲۰۱۲      | ۲۰۱۱      | ۲۰۱۰      | ۲۰۰۹      | ۲۰۰۸      | ۲۰۰۷      | ۲۰۰۶      |
| ---- | ------------------- | ---------- | ---------- | --------- | --------- | --------- | --------- | --------- | --------- | --------- | --------- | --------- | --------- | --------- | --------- |
| *    | آسه‌آن               | ۱۰٬۶۲۶٬۵۱۱ | ۱۰٬۲۸۴٬۰۵۰ | ۹٬۱۱۹٬۹۴۱ | ۸٬۶۵۸٬۰۵۱ | ۷٬۸۸۶٬۱۳۶ | ۶٬۶۴۱٬۷۷۲ | ۷٬۲۸۲٬۲۶۶ | ۶٬۲۸۱٬۱۵۳ | ۵٬۵۹۴٬۵۷۷ | ۴٬۵۳۴٬۲۳۵ | ۳٬۹۶۸٬۵۷۹ | ۳٬۹۷۱٬۴۲۹ | ۳٬۵۲۰٬۰۵۱ | ۳٬۳۸۹٬۳۴۲ |
| ۱    | چین                 | ۱۰٬۹۹۴٬۷۲۱ | ۱۰٬۵۳۵٬۹۵۵ | ۹٬۸۰۵٬۷۵۳ | ۸٬۷۵۷٬۴۶۶ | ۷٬۹۳۴٬۷۹۱ | ۴٬۶۳۶٬۲۹۸ | ۴٬۶۳۷٬۳۳۵ | ۲٬۷۸۶٬۸۶۰ | ۱٬۷۲۱٬۲۴۷ | ۱٬۱۲۲٬۲۱۹ | ۷۷۷٬۵۰۸   | ۸۲۶٬۶۶۰   | ۹۰۷٬۱۱۷   | ۹۴۹٬۱۱۷   |
| ۲    | مالزی*              | ۴٬۱۶۶٬۸۶۸  | ۴٬۰۹۷٬۶۰۴  | ۳٬۳۵۴٬۸۰۰ | ۳٬۵۳۳٬۸۲۶ | ۳٬۴۲۳٬۳۹۷ | ۲٬۶۱۳٬۴۱۸ | ۳٬۰۴۱٬۰۹۷ | ۲٬۵۵۴٬۳۹۷ | ۲٬۵۰۰٬۲۸۰ | ۲٬۰۵۸٬۹۵۶ | ۱٬۷۵۷٬۸۱۳ | ۱٬۸۵۵٬۳۳۲ | ۱٬۵۴۰٬۰۸۰ | ۱٬۵۹۱٬۳۲۸ |
| ۳    | هند                 | ۱٬۹۹۵٬۵۱۶  | ۱٬۵۹۶٬۷۷۲  | ۱٬۴۱۱٬۹۴۲ | ۱٬۱۹۳٬۸۲۲ | ۱٬۰۶۹٬۱۴۹ | ۹۳۲٬۶۰۳   | ۱٬۰۵۰٬۸۸۹ | ۱٬۰۱۳٬۳۰۸ | ۹۱۴٬۹۷۱   | ۷۶۰٬۳۷۱   | ۶۱۴٬۵۶۶   | ۵۳۶٬۹۶۴   | ۵۳۶٬۳۵۶   | ۴۵۹٬۷۹۵   |
| ۴    | کرهٔ جنوبی           | ۱٬۸۸۷٬۸۵۳  | ۱٬۷۹۶٬۵۹۶  | ۱٬۷۰۹٬۰۷۰ | ۱٬۴۶۴٬۲۱۸ | ۱٬۳۷۲٬۹۹۵ | ۱٬۱۲۲٬۵۶۶ | ۱٬۲۹۵٬۳۴۲ | ۱٬۲۶۳٬۶۱۹ | ۱٬۱۵۶٬۲۸۳ | ۸۸۵٬۴۴۵   | ۷۵۸٬۲۲۷   | ۸۸۹٬۲۱۰   | ۱٬۱۸۳٬۶۵۲ | ۱٬۰۹۲٬۷۸۳ |
| ۵    | لائوس*              | ۱٬۸۴۵٬۳۷۵  | ۱٬۷۵۰٬۶۵۸  | ۱٬۶۱۲٬۶۴۷ | ۱٬۴۰۹٬۴۵۶ | ۱٬۲۳۳٬۱۳۸ | ۱٬۰۵۳٬۹۸۳ | ۹۷۶٬۶۳۹   | ۹۷۵٬۹۹۹   | ۸۹۱٬۹۵۰   | ۷۱۵٬۳۴۵   | ۶۵۵٬۰۳۴   | ۶۲۱٬۵۶۴   | ۵۱۳٬۷۰۱   | ۲۷۶٬۲۰۷   |
| ۶    | ژاپن                | ۱٬۸۰۶٬۳۴۰  | ۱٬۶۵۶٬۱۰۰  | ۱٬۵۴۴٬۳۲۸ | ۱٬۴۳۹٬۶۲۹ | ۱٬۳۸۱٬۶۹۰ | ۱٬۲۶۷٬۸۸۶ | ۱٬۵۸۶٬۴۲۵ | ۱٬۳۷۳٬۷۱۶ | ۱٬۲۷۷٬۸۹۳ | ۹۹۳٬۶۷۴   | ۱٬۰۰۴٬۴۵۳ | ۱٬۱۵۳٬۸۶۸ | ۱٬۲۷۷٬۶۳۸ | ۱٬۳۱۱٬۹۸۷ |
| ۷    | روسیه               | ۱٬۴۸۳٬۴۵۳  | ۱٬۲۶۰٬۸۸۹  | ۱٬۳۴۶٬۲۱۹ | ۱٬۰۸۹٬۹۹۲ | ۸۸۴٬۰۸۵   | ۱٬۶۰۶٬۴۳۰ | ۱٬۷۴۶٬۵۶۵ | ۱٬۳۱۶٬۵۶۴ | ۱٬۰۵۴٬۱۸۷ | ۶۴۴٬۶۷۸   | ۳۳۶٬۹۶۵   | ۳۲۴٬۱۲۰   | ۲۷۷٬۵۰۳   | ۱۸۷٬۶۵۸   |
| ۸    | ایالات متحده آمریکا | ۱٬۱۶۷٬۸۴۵  | ۱٬۱۲۳٬۲۴۸  | ۱٬۰۵۶٬۱۲۴ | ۹۷۴٬۶۳۲   | ۸۶۷٬۵۲۰   | ۷۶۳٬۵۲۰   | ۸۲۳٬۴۸۶   | ۷۶۸٬۶۳۸   | ۶۸۱٬۷۴۸   | ۶۱۱٬۷۹۲   | ۶۲۷٬۰۷۴   | ۶۶۹٬۰۹۷   | ۶۸۱٬۹۷۲   | ۶۹۴٬۲۵۸   |
| ۹    | سنگاپور*            | ۱٬۰۵۶٬۸۳۶  | ۱٬۰۶۷٬۳۰۹  | ۱٬۰۲۸٬۰۷۷ | ۹۶۶٬۹۰۹   | ۹۳۷٬۳۱۱   | ۸۴۴٬۱۳۳   | ۹۵۵٬۴۶۸   | ۸۳۱٬۲۱۵   | ۶۸۲٬۳۶۴   | ۶۰۳٬۵۳۸   | ۵۶۳٬۵۷۵   | ۵۷۰٬۰۴۷   | ۶۰۴٬۶۰۳   | ۶۸۷٬۱۶۰   |
| ۱۰   | ویتنام*             | ۱٬۰۴۷٬۶۲۹  | ۱٬۰۲۷٬۴۳۰  | ۹۳۴٬۴۹۷   | ۸۳۰٬۳۹۴   | ۷۵۱٬۰۹۱   | ۵۵۹٬۴۱۵   | ۷۲۵٬۰۵۷   | ۶۱۸٬۶۷۰   | ۴۹۶٬۷۶۸   | ۳۸۰٬۳۶۸   | ۳۶۳٬۰۲۹   | ۳۳۸٬۳۰۳   | ۲۳۷٬۶۷۲   | ۲۲۷٬۱۳۴   |
| ۱۱   | هنگ کنگ             | ۱٬۰۴۵٬۱۹۸  | ۱٬۰۱۵٬۶۸۸  | ۸۲۰٬۸۹۴   | ۷۴۹٬۶۹۴   | ۶۶۹٬۱۶۵   | ۴۸۳٬۱۳۱   | ۵۸۸٬۳۳۵   | ۴۷۳٬۶۶۶   | ۴۱۱٬۸۳۴   | ۳۱۶٬۴۷۶   | ۳۱۸٬۷۶۲   | ۳۳۷٬۸۲۷   | ۳۶۷٬۸۶۲   | ۳۷۶٬۶۳۶   |
| ۱۲   | بریتانیا            | ۹۹۴٬۰۱۸    | ۹۸۷٬۴۵۶    | ۹۹۴٬۴۶۸   | ۱٬۰۰۳٬۳۸۶ | ۹۴۶٬۹۱۹   | ۹۰۷٬۸۷۷   | ۹۰۵٬۰۲۴   | ۸۷۳٬۰۵۳   | ۸۴۴٬۹۷۲   | ۸۱۰٬۷۲۷   | ۸۴۱٬۴۲۵   | ۸۲۶٬۵۲۳   | ۸۵۹٬۰۱۰   | ۸۵۰٬۶۸۵   |
| ۱۳   | کامبوج*             | ۹۰۷٬۵۰۶    | ۸۲۱٬۲۱۶    | ۸۵۴٬۴۳۱   | ۶۸۶٬۶۸۲   | ۴۸۷٬۴۸۷   | ۵۵۰٬۳۳۹   | ۴۸۱٬۵۹۵   | ۴۲۳٬۶۴۲   | ۲۶۵٬۹۰۳   | ۱۴۶٬۲۷۴   | ۹۶٬۵۸۶    | ۸۵٬۷۹۰    | ۹۹٬۹۴۵    | ۱۱۷٬۱۰۰   |
| ۱۴   | آلمان               | ۸۵۷٬۴۸۷    | ۷۵۸٬۲۳۸    | ۸۴۹٬۲۸۳   | ۸۳۵٬۵۰۶   | ۷۶۰٬۶۰۴   | ۷۱۵٬۲۴۰   | ۷۳۷٬۶۵۸   | ۶۸۲٬۴۱۹   | ۶۱۹٬۱۳۳   | ۶۰۶٬۸۷۴   | ۵۷۳٬۴۷۳   | ۵۴۲٬۷۲۶   | ۵۴۴٬۴۹۵   | ۵۱۶٬۶۵۹   |
| ۱۵   | تایوان              | ۷۸۹٬۹۲۳    | ۶۸۷٬۷۰۱    | ۵۷۲٬۹۶۴   | ۵۲۲٬۲۳۱   | ۵۵۲٬۶۲۴   | ۳۹۴٬۱۴۹   | ۵۰۲٬۱۷۶   | ۳۹۴٬۴۷۵   | ۳۹۴٬۲۲۵   | ۳۶۹٬۲۲۰   | ۳۶۲٬۷۸۳   | ۳۹۳٬۱۷۶   | ۴۲۷٬۴۷۴   | ۴۷۵٬۱۱۷   |
| ۱۶   | استرالیا            | ۷۶۸٬۶۶۸    | ۸۰۱٬۶۳۷    | ۸۱۷٬۰۹۱   | ۷۹۱٬۶۳۱   | ۸۰۵٬۹۴۶   | ۸۳۱٬۸۵۴   | ۹۰۰٬۴۶۰   | ۹۳۰٬۲۴۱   | ۸۲۹٬۸۵۵   | ۶۹۸٬۰۴۶   | ۶۴۶٬۷۰۵   | ۶۹۴٬۴۷۳   | ۶۵۸٬۱۴۸   | ۵۴۹٬۵۴۷   |
| ۱۷   | فرانسه              | ۷۴۵٬۲۹۰    | ۷۴۹٬۶۴۳    | ۷۳۹٬۸۵۳   | ۷۳۸٬۷۶۳   | ۶۸۱٬۰۹۷   | ۶۳۵٬۰۷۳   | ۶۱۱٬۵۸۲   | ۵۷۶٬۱۰۶   | ۵۱۵٬۵۷۲   | ۴۶۱٬۶۷۰   | ۴۲۷٬۰۶۷   | ۳۹۸٬۴۰۷   | ۳۷۳٬۰۹۰   | ۳۲۱٬۲۷۸   |
| ۱۸   | اندونزی*            | ۷۰۹٬۶۱۳    | ۶۴۴٬۰۴۳    | ۵۷۴٬۷۶۴   | ۵۳۵٬۶۲۵   | ۴۶۹٬۲۲۶   | ۴۹۷٬۵۹۲   | ۵۹۴٬۲۵۱   | ۴۴۷٬۸۲۰   | ۳۷۰٬۷۹۵   | ۲۸۶٬۰۷۲   | ۲۲۷٬۲۰۵   | ۲۴۷٬۹۳۰   | ۲۳۷٬۵۹۲   | ۲۱۹٬۷۸۳   |
| ۱۹   | فیلیپین*            | ۵۰۰٬۷۰۴    | ۴۳۲٬۵۷۸    | ۳۸۰٬۸۸۶   | ۳۳۹٬۴۸۶   | ۳۱۰٬۹۷۵   | ۳۰۴٬۸۱۳   | ۳۲۱٬۵۷۱   | ۲۸۹٬۵۶۶   | ۲۶۸٬۳۷۵   | ۲۴۶٬۴۳۰   | ۲۱۷٬۷۰۵   | ۲۲۱٬۵۰۶   | ۲۰۵٬۲۶۶   | ۱۹۸٬۴۴۳   |
| ۲۰   | میانمار*            | ۳۷۶٬۳۶۸    | ۳۶۸٬۱۷۰    | ۳۶۵٬۵۹۰   | ۳۴۱٬۶۴۱   | ۲۵۹٬۶۷۸   | ۲۰۶٬۷۹۴   | ۱۷۲٬۳۸۳   | ۱۲۹٬۳۸۵   | ۱۱۰٬۶۷۱   | ۹۰٬۱۷۹    | ۷۹٬۲۷۹    | ۷۱٬۹۰۲    | ۷۲٬۲۰۵    | ۶۲٬۷۶۹    |
| ۲۱   | سوئد                | ۲۸۷٬۳۸۳    | ۳۱۱٬۹۵۹    | ۳۲۳٬۶۶۹   | ۳۳۲٬۸۶۶   | ۳۲۱٬۶۶۳   | ۳۲۴٬۸۶۵   | ۳۴۱٬۳۹۸   | ۳۶۴٬۶۸۱   | ۳۷۳٬۸۵۶   | ۳۵۵٬۲۱۴   | ۳۵۰٬۸۱۹   | ۳۹۲٬۲۷۴   | ۳۷۸٬۳۸۷   | ۳۰۶٬۰۸۵   |
| ۲۲   | کانادا              | ۲۷۴٬۱۶۰    | ۲۷۶٬۵۴۳    | ۲۵۸٬۳۹۲   | ۲۴۴٬۲۶۸   | ۲۲۷٬۳۰۶   | ۲۱۱٬۰۵۹   | ۲۲۹٬۸۹۷   | ۲۱۹٬۳۵۴   | ۱۹۴٬۳۵۶   | ۱۶۸٬۳۹۳   | ۱۶۹٬۴۸۲   | ۱۸۰٬۹۰۰   | ۱۸۳٬۴۴۰   | ۱۸۳٬۰۹۴   |
| ۲۳   | ایتالیا             | ۲۷۲٬۲۸۹    | ۲۸۰٬۱۶۱    | ۲۶۴٬۴۲۹   | ۲۶۵٬۵۳۲   | ۲۴۶٬۰۶۶   | ۲۱۹٬۸۷۵   | ۲۰۷٬۱۹۲   | ۲۰۰٬۷۰۳   | ۱۸۵٬۸۶۹   | ۱۶۸٬۲۰۳   | ۱۷۰٬۱۰۵   | ۱۵۹٬۵۱۳   | ۱۷۱٬۳۲۸   | ۱۵۰٬۴۲۰   |
| ۲۴   | هلند                | ۲۴۱٬۶۶۳    | ۲۳۶٬۳۰۰    | ۲۲۲٬۰۷۷   | ۲۳۵٬۷۰۸   | ۲۲۱٬۶۵۷   | ۲۱۱٬۵۲۴   | ۲۱۸٬۷۶۵   | ۲۰۸٬۱۲۲   | ۱۹۸٬۸۹۱   | ۱۹۶٬۹۹۴   | ۲۰۵٬۴۱۲   | ۱۹۳٬۵۴۱   | ۱۹۴٬۴۳۴   | ۱۸۰٬۸۳۰   |
| ۲۵   | سوئیس               | ۱۹۲٬۱۵۶    | ۲۰۷٬۵۹۶    | ۲۰۹٬۴۳۴   | ۲۰۸٬۹۶۷   | ۲۰۶٬۴۵۴   | ۲۰۱٬۲۷۱   | ۱۹۹٬۹۲۳   | ۱۹۱٬۱۴۷   | ۱۷۰٬۰۴۴   | ۱۵۵٬۷۶۱   | ۱۴۸٬۲۶۹   | ۱۴۳٬۰۶۵   | ۱۴۶٬۵۱۱   | ۱۴۰٬۷۴۱   |

- انجمن ملل آسیای جنوب شرقی

## جهانگردی جنسی
در زمانی پیش از این حدود ۳۰۰۰۰ کارگر جنسی فقط در بانکوک فعالیت می‌کردند. تخمین تعداد کارگران جنسی در کل کشور تا یک میلیون نفر رسیده‌است.
از ۲۶٫۷۴ میلیون بازدید کننده ثبت شده توسط TAT در سال ۲۰۱۳، حدود ۱۱٫۲۳ میلیون نفر مردانی بودند که توسط سازمان‌های غیردولتی به صراحت برای انجام روسپی گری به تایلند آمده‌اند. کوبکارن واتاناورانگکول، به عنوان اولین وزیر گردشگری تایلند در سال ۲۰۱۴، متعهد شد که صنعت جنسی تایلند را ریشه کن کند. خانم کوبکارن به رویترز گفت. "گردشگران برای رابطه جنسی به تایلند نمی‌آیند. آنها برای فرهنگ زیبای ما به اینجا می‌آیند. " او پاتایا را با هزاران فاحشه خانه و سالن‌های ماساژ، "پروژه آزمایشی" خود در کار پاکسازی نامگذاری کرده‌است. کوبکارن در نوامبر ۲۰۱۷ به عنوان وزیر گردشگری جایگزین شد.
در ۲۱ فوریه ۲۰۱۷، نخست‌وزیر ژنرال پراوت چان او چا اعلام کرد که به پلیس دستور می‌دهد صنعت رابطه جنسی پاتایا را از بین ببرد. پراوت گفت: «من از روسپی گری حمایت نمی‌کنم».

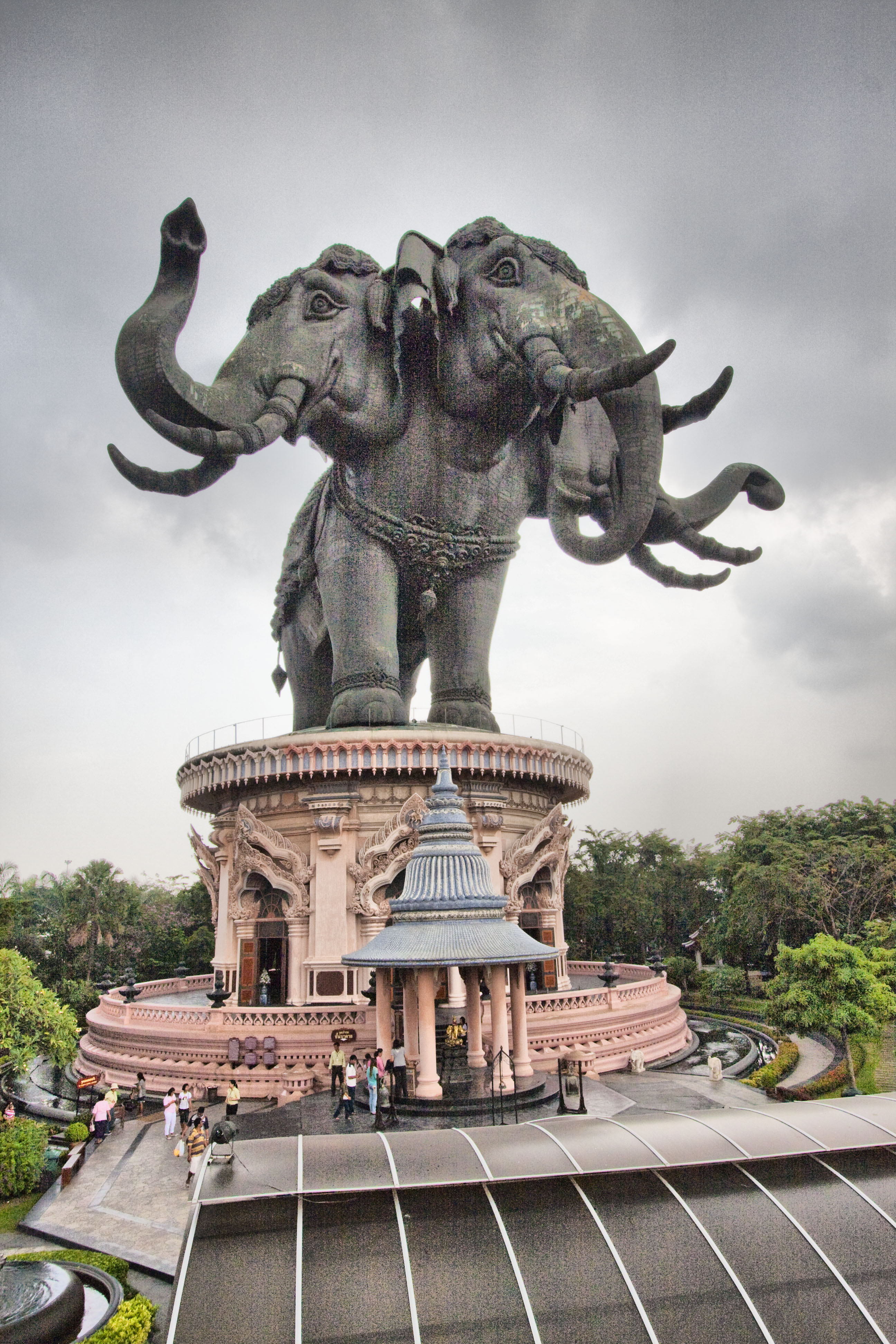
موزه Erawan، استان ساموت پراکان
پرستشگاه بودایی در منطقه Dusit بانکوک (تایلند)پرستشگاه بودایی در منطقه Dusit بانکوک (تایلند)
آتش بازی در پارک تاریخی فرا نخون خیریآتش بازی در پارک تاریخی فرا نخون خیری
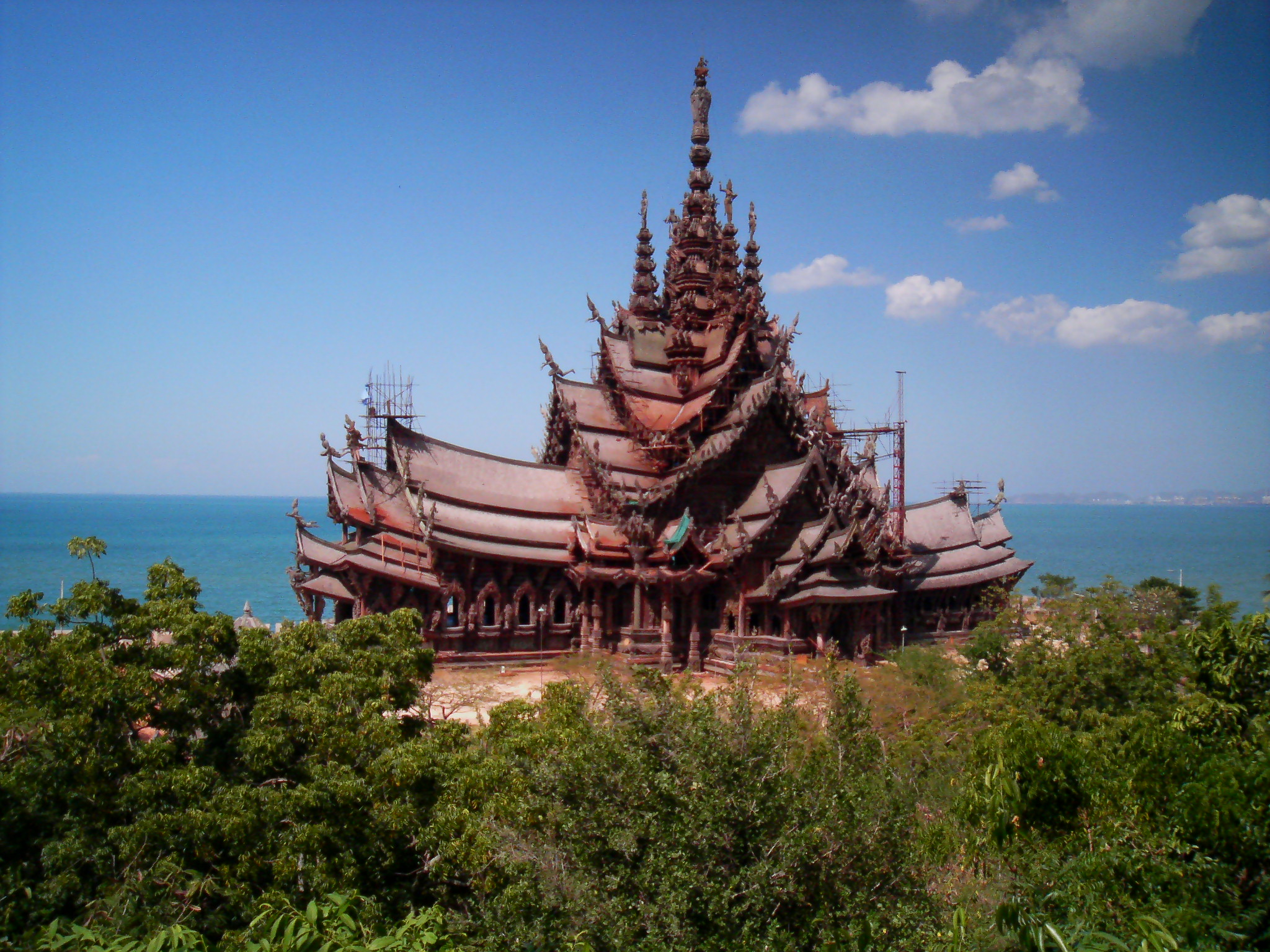
پناهگاه حقیقت
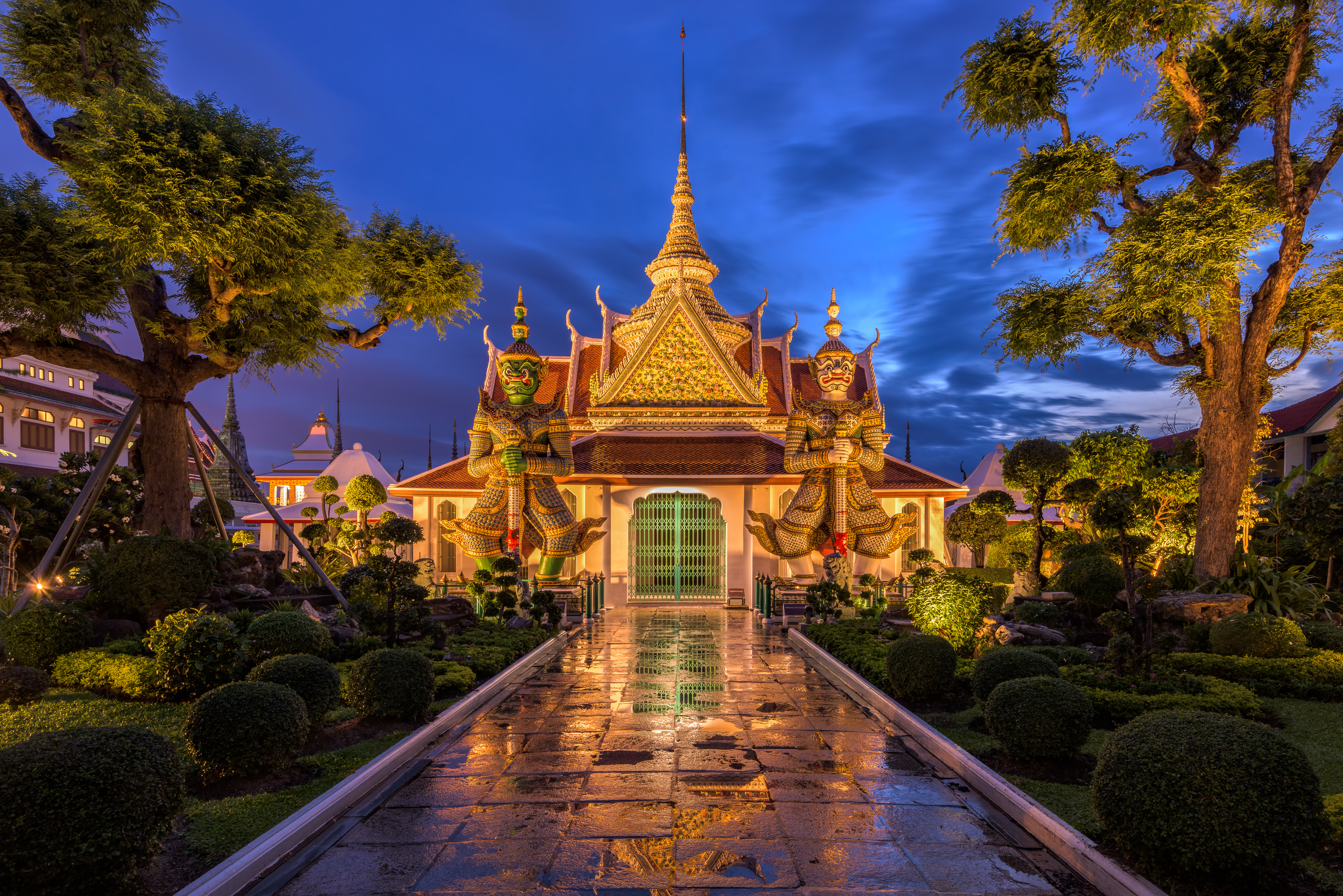
دو مجسمه که از دروازه شرقی به کلیسای اصلی Wat Arun در بانکوک محافظت می‌کنند
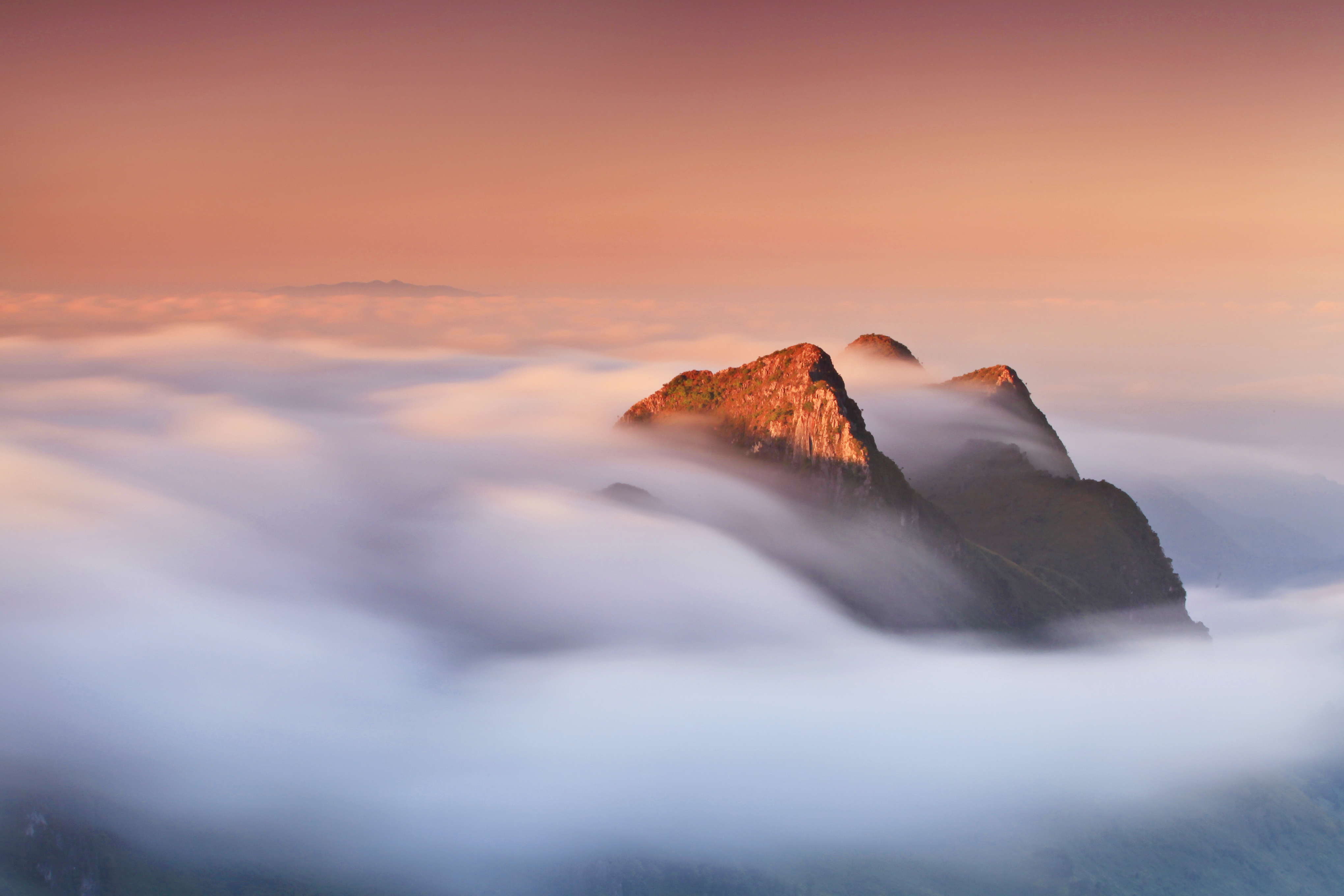
کوه دوی چیانگ دائو ، چیانگ مای

## جهانگردی پزشکی
از سال ۲۰۱۹، تایلند با داشتن ۶۴ بیمارستان معتبر، در حال حاضر در میان ۱۰ مقصد برتر گردشگری پزشکی در جهان قرار دارد. در سال ۲۰۱۷، تایلند ۳٫۳ میلیون ویزیت خارجی را که به دنبال درمان پزشکی تخصصی هستند، ثبت کرده‌است. در سال ۲۰۱۸، این تعداد به ۳٫۵ میلیون نفر رسید.

## جهانگردی فیل
پیاده‌روی با فیل‌ها برای دهه‌ها یکی از جاذبه‌های گردشگران در تایلند بوده‌است. فیل آسیایی اصلی‌ترین گونه ای است که در اردوگاه‌های فیل یافت می‌شود و بومی تایلند است و در طبیعت آنجا یافت می‌شود. علی‌رغم اینکه این فیل از سال ۱۹۸۶ در معرض خطر قرار گرفته‌است، همچنان یک جاذبه برای گردشگران است.
آموزش
شیوه‌های معمول آموزش شامل زنجیر زدن، بریدن، چاقو خوردن، سوختن و ضربه زدن به درجات مختلف است. تجربه mahouts هستند احتمال بیشتری برای آسیب بیشتر فیل خود و ضرب و شتم آنها را به تسلیم. قلاب‌ها ابزاری رایج هستند که برای نظم و راهنمایی یک فیل در هنگام پیاده‌روی مورد استفاده قرار می‌گیرند.

## جهانگردی موای تای
موای تای ورزش ملی تایلند است و سفر به یک ورزشگاه برای دیدن «علم هشت اندام» یک تجربه ضروری برای بسیاری از گردشگران است. تحصیل در رشته موای تای فعالیت اصلی گردشگری ورزشی تایلند است که دولت آن را تبلیغ می‌کند.